# 사후편지
《사후편지》(원어 : 일본어: シゴフミ)는 2008에 제작된 일본의 TV시리즈 애니메이션이다.
동명의 소설 『사후편지』를 원작으로 하여 제작되었다.
애니메이션 제작은 J.C.STAFF에서 담당하였으며, 치바 TV를 통해 2008년 1월 6일~3월 21일 동안 금요일 오전 1시 35분~2시 5분에 12화 완결로 본방송을 방영하였고 이후 다른 방송사에서 재방영하였다.
대한민국은 ㈜제이제이미디어웍스에서 수입하여 애니플러스에서 원어에 한국어 자막방송으로 방영하였다.

## 스태프
- 감독 : 사토 타츠오
- 시리즈 구성 : 오오코우치 이치로
- 캐릭터 원안 : 쿠로보시 코하쿠
- 애니메이션 제작 : J.C.STAFF

- 원작 : 유자와 토모타카
- 부감독 : 사쿠라비 카츠시
- 캐릭터 디자인 : 카와카미 테츠야
- 프롭 디자인 : 오카모토 마유미
- 비주얼 컨셉 : 스즈키 마사히코
- 미술감독 : 시라이시 마코토
- 색채설계 : 타나하시 마유미
- 촬영감독 : 오오코우치 요시오
- 편집 : 니시야마 시게루
- 음향감독 : 츠루오카 요우타
- 음향제작 : 라쿠온샤
- 효과 : 모리카와 에이코
- 음악 : 나나세 히카루
- 음악제작 : 란티스
- 프로듀스 : 젠코
- 프로듀서 : 유카와 쥰, 오오사와 노부히로, 마츠쿠라 유우지
- 제작 : 반다이 비주얼, 젠코
- 제공 : 반다이 비주얼, Media Works, Lantis

## 주제가
오프닝 테마 「コトダマ」
작사 : 타카라노 아리카 / 작곡·편곡 : 카타쿠라 미키야 / 노래 : ALI PROJECT
엔딩 테마 「Chain」
작사 : こだまさおり / 작곡·편곡 : ぺーじゅん / 노래 : Snow*